# ストロング・アイランド
『ストロング・アイランド』（Strong Island）は、ヤンス・フォード監督によるドキュメンタリー映画である。実兄を殺されたフォードによりその事件の詳細と人種差別問題が描かれる。
2017年サンダンス映画祭でプレミア上映された後、2017年9月15日にネットフリックスにより配信された。第27回ゴッサム・インディペンデント映画賞ドキュメンタリー映画賞を受賞し、また第90回アカデミー賞長編ドキュメンタリー映画賞にもノミネートされている。